# Paul Couturier
Pour les articles homonymes, voir Couturier.
Paul Francisque Marius Irénée Couturier est un prêtre français, né à Lyon, 3e le 29 juillet 1881 et mort à Lyon, 2e le 24 mars 1953. Il est un des pionniers de l’œcuménisme, promoteur de la Semaine de prière pour l'unité des chrétiens.

## Biographie

### Les débuts
Issu d'une famille bourgeoise catholique, fabricants de produits chimiques , Paul Couturier naît à Lyon le 29 juillet 1881. Il y passe son enfance dans le quartier de la Guillotière, effectue ses études Aux Lazaristes, et se destine dès la fin de ses études secondaires à la prêtrise.
Il est ordonné prêtre le 9 juin 1906 en tant que membre de la Société de Saint-Irénée. À la demande de ses supérieurs, il prépare une licence de sciences physiques et est nommé en octobre 1907 professeur de sciences à l’Institution des Chartreux, à la Croix-Rousse, où il exercera jusqu’en 1946. Il étudie également les travaux de Pierre Teilhard de Chardin, un autre scientifique, et est influencé par son idée de l'unité de toute l'humanité dans le Christ.
En 1923, il lui est demandé de venir en aide à des réfugiés qui ont fui la Révolution russe de 1917. Il apprend à connaître et estimer, à leur contact, le christianisme orthodoxe et son riche héritage spirituel.
En juillet 1932, il fait sa retraite spirituelle chez les bénédictins d'Amay en Belgique. Il y découvre le testament spirituel du cardinal Désiré-Joseph Mercier et les travaux de Dom Lambert Beauduin, fondateur de l'Abbaye de Chevetogne, tous deux précurseurs de l'œcuménisme au sein du monde catholique. Ces lectures stimulent son intérêt pour le mouvement œcuménique. Il devient l'année suivante oblat de ce prieuré sous le nom de Benoît-Irénée.

### La semaine de prière pour l'unité
À son retour, il organise un triduum de prière pour l'unité des chrétiens à Lyon, en janvier 1933. En 1934, c'est une octave de prière qui s'étend du 18 au 25 janvier et s'inscrit dans le sillage de l'octave pour l'unité créée par deux anglicans en 1908. Cette octave lyonnaise ayant d'abord présenté un caractère exclusivement catholique, Paul Couturier l'oriente à partir de 1935 vers l'unité de tous les baptisés chrétiens, notamment catholiques, orthodoxes, anglicans, et réformés, et le fait en lien avec des membres des diverses Églises. Cette semaine deviendra la « Semaine de prière pour l’unité chrétienne » en 1939, pour demander « l’unité que Dieu voudra, par les moyens qu’Il voudra ». Elle prend dès lors un caractère commun à toutes les confessions chrétiennes et va se répandre à travers le monde. Depuis 1968, cette Semaine de prière pour l'unité des chrétiens est préparée conjointement par le Conseil œcuménique des Églises et le Conseil pontifical pour l'unité des chrétiens.
En octobre 1934, il rencontre à ce sujet le métropolite orthodoxe russe Euloge avec qui il entretient une relation à la fois respectueuse et amicale.

### Le groupe des Dombes et le travail œcuménique
En 1936, il suscite la première rencontre spirituelle interconfessionnelle à Erlenbach, en Suisse alémanique, entre des pasteurs réformés et des prêtres catholiques. C’est le point de départ du Groupe des Dombes, qui réunira ensuite, chaque année, quelque quarante théologiens, catholiques et protestants, pour un dialogue théologique œcuménique.
En 1937 et 1938, il se rend en Angleterre pour rencontrer des responsables de l'Église anglicane. En novembre-décembre 1937, il écrit plusieurs articles sur « L'universelle Prière des Chrétiens pour l'Unité Chrétienne », dans la Revue Apologétique. En 1939, il fait la connaissance du pasteur Willem Visser 't Hooft qui deviendra secrétaire du Conseil œcuménique des Églises à Genève (1948-1966), et, à l'automne 1940, celle du pasteur Roger Schutz qui envisage de créer à Taizé une communauté monastique dans le cadre du protestantisme. En 1942, il publie le premier numéro des « Pages Documentaires », l’ancêtre de la revue « Unité chrétienne ». L’année suivante, il propose dans cette revue l’idée du « Monastère invisible », qui réunit dans la prière les chrétiens des différentes confessions se souciant de l’unité.
Le 11 avril 1944, il est arrêté par la Gestapo et son ami le pasteur Roland de Pury le croit mort. Il est emprisonné à la prison Montluc jusqu’au 12 juin 1944. Mis sous la surveillance de la Wehrmacht, il ne sera ni torturé, ni maltraité, et sera libéré sans connaître le motif de son arrestation.
En 1944, il achève son texte Prière et unité chrétienne, qui sera son testament spirituel. Après la guerre, bien que fatigué et malade, il organise des sessions de formation œcuménique et collabore à plusieurs publications collectives en ce domaine : « Chrétiens devant l'Œcuménisme », « Unité Chrétienne et Tolérance Religieuse » et « Dialogue sur la Vierge ».
Le 11 avril 1952, le Patriarche d'Antioche Maxime IV Sayegh, de l'Église grecque-catholique melkite, le nomme archimandrite, un titre honorifique, pour son travail en faveur de l'unité des chrétiens.
Le 24 mars 1953 au matin, il meurt à son domicile d’une crise cardiaque, à l'âge de 72 ans. Ses funérailles sont présidées par le cardinal Gerlier, en présence de plusieurs pasteurs protestants.

## Ouvrages
- Paul Couturier, Prière et unité chrétienne. Testament œcuménique, Paris, Cerf, 2003
- Paul Couturier, Œcuménisme spirituel, Tournai, Casterman, 1963

## Hommages et honneurs

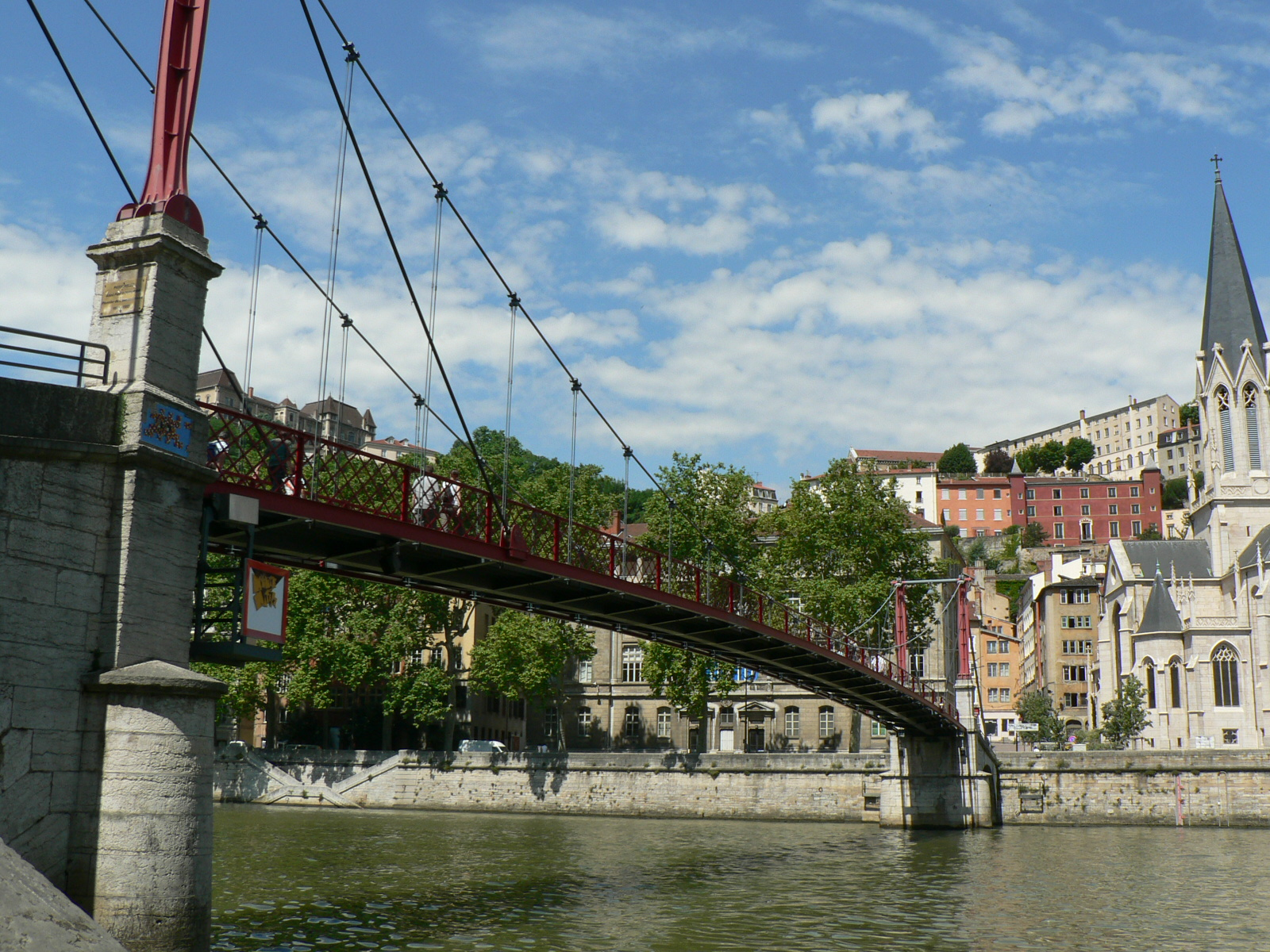
La passerelle Paul-Couturier à Lyon.

- Il est commémoré dans le calendrier des saints de l’Église anglicane d'Australie ;
- Une passerelle porte son nom à Lyon, ainsi qu'une chapelle, située rue Henri IV, près de la place Carnot, confiée à la Communauté du Chemin Neuf, dont la vocation est d'œuvrer pour l'unité des chrétiens, dans la lignée de la pensée de Paul Couturier.
- Une plaque commémorative installée à l'intérieur de l'Église Saint-Nizier de Lyon rappelle qu'il y a effectué sa première communion en 1893.